# Snašići
Snašići je naselje u Republici Hrvatskoj, u sastavu Općine Sveta Nedelja, Istarska županija. 

## Zemljopis
Naselje Snašići se nalazi u Istri, na području općine Sveta Nedelja, 5 km sjeverozapadno od Labina. 
Nalazi se u području prijelaza kontinentalne u sredozemnu klimu. Naselje je okruženo livadama i šumama u kojima prevladavaju šume graba.

## Stanovništvo
Prema popisu stanovništva iz 2001. godine, naselje je imalo 70 stanovnika te 25 obiteljskih kućanstava.
| broj stanovnika |       |       | 51    | 16    | 26    |       |       |       |       | 56    | 64    | 45    | 65    | 50    | 70    | 79    | 103   |
|                 | 1857. | 1869. | 1880. | 1890. | 1900. | 1910. | 1921. | 1931. | 1948. | 1953. | 1961. | 1971. | 1981. | 1991. | 2001. | 2011. | 2021. |

Prema popisu iz 2001., na području naselja Snašići živjelo je 70 stanovnika: od toga 41,4% muškaraca (29) i 58,6% žena (41). 
Stanovnišvo prema spolu i starosti (popis 2001.):: 
| Dobna skupina            | 0-14 | 15-29 | 30-44 | 45-59 | 60-74 | 75-90 | 90 i više | Nepoznato | Ukupno |
| ------------------------ | ---- | ----- | ----- | ----- | ----- | ----- | --------- | --------- | ------ |
| Muški                    | 4    | 3     | 10    | 5     | 6     | 1     | -         | -         | 29     |
| Ženski                   | 3    | 11    | 9     | 7     | 6     | 4     | 1         | -         | 41     |
| Broj stanovnika - ukupno | 7    | 14    | 19    | 12    | 12    | 5     | 1         | -         | 70     |

## Povijest
Naselje Snašići dobilo je ime po Mateu Dobriću koji je rodom iz drugog dijela Labinštine - iz zaseoka Snašići kraj Ravni. To je rijedak primjer da je "kopija" nadvisila "original", jer pravi Snašići jedva su danas i poznati, a "novi" Snašići su središte mjesne zajednice Sašići. Smatra se da je Dobrić u Snašiće došao krajem 19. st. Danas, međutim, u Snašićima ne živi nijedan Dobrić. Starije ime za naselje Snašići bilo je Dubrova, a za vrijeme talijanske vlasti zvalo se Annunziata (tal. navještenje) po crkvici Navještenja Blažene Djevice Marije koja se nalazi u mjestu.
Posljednjih godina, broj stanovnika u naselju Snašići je u laganom porastu, s obzirom na to da se prema prostornom planu radi o urbaniziranom području, a nalazi se u blizini grada Labina kojemu stanovništvo gravitira.

## Spomenici i znamenitosti
Crkva Navještenja Blažene Djevice Marije građena je na posjedu Dubrova (kasnije Snašići) labinske plemićke obitelji Franković-Vlačić, koja ju je sagradila godine 1654. Ta je godina i zabilježena u natpisu nad portalom. Naziva se i Marčenica po svetkovini i sajmu koji se ispred nje održavao 25. ožujka (morca). Po kategorizaciji kulturnih dobara, spada u kulturna dobra regionalnog značaja.

## Fotografije
- Crkva Navještenja Blažene Djevice Marije
- Oltar u Crkvi Navještenja Blažene Djevice Marije

## Šport
- Nogometni klub Polet
- Boćarski klub Polet

## Vanjske poveznice
- Službene stranice oćine Sveta Nedelja